# Église Saint-Laurent de Brentford
L'église Saint-Laurent est une église située sur la Brentford High Street à Brentford, localité du Grand Londres.

## Historique

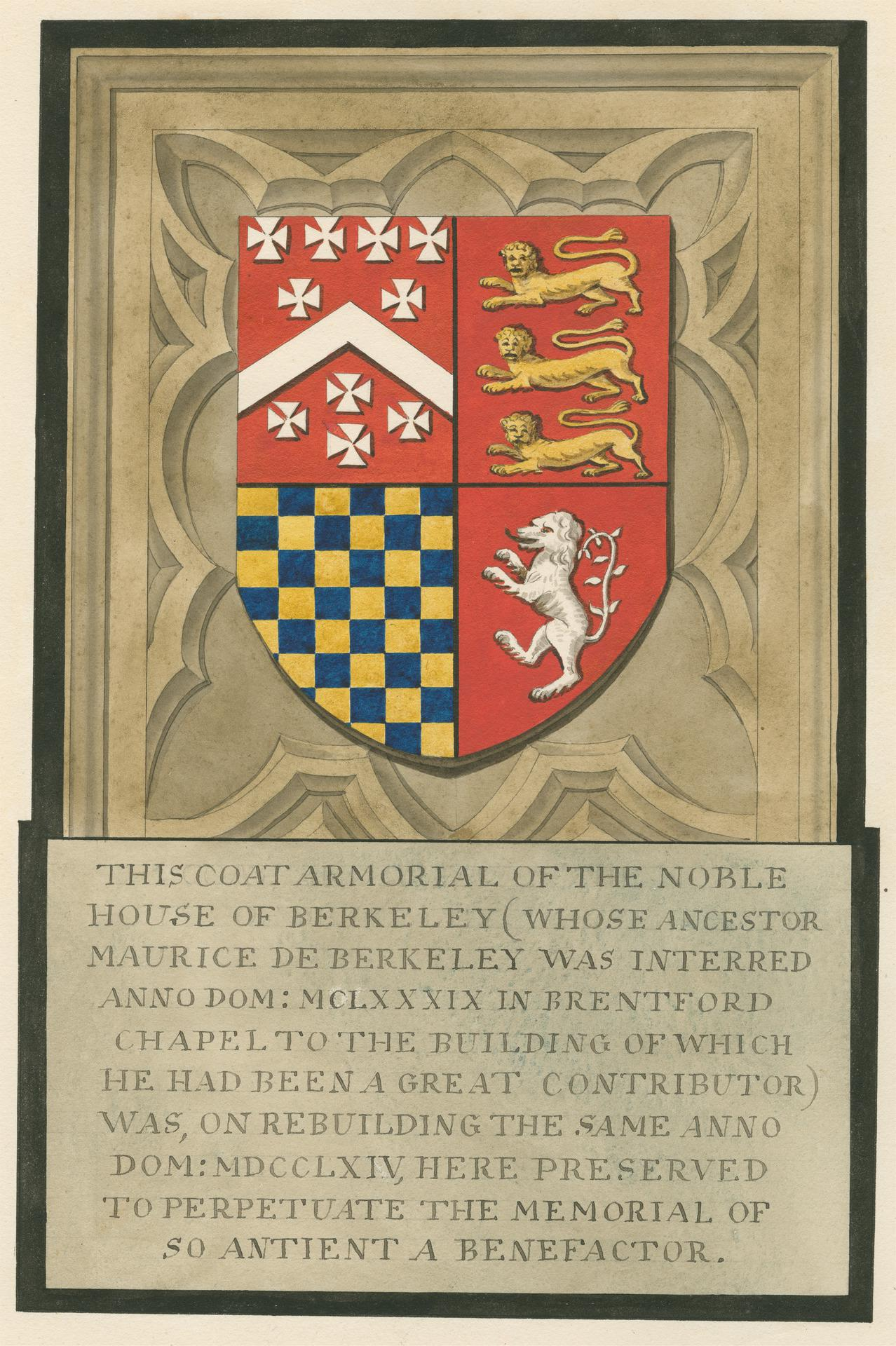
Armorial de la Maison de Berkeley.

À cet endroit se trouvait une chapelle, datant du XIIe siècle appartenantnn à la paroisse de Hanwell. Entre 1175 et 1179, Ralph de Brito fonda l'hôpital Saint-Laurent de New Brentford en l'honneur de la famille royale, de son seigneur et de ses propres parents. A côté, il fonda la chapelle Saint-Laurent, desservie par un aumônier et dotée de son propre cimetière.
La construction du bâtiment actuel remonte au XVe siècle. Les murs ont été reconstruits en 1764 par  Thomas Hardwick Sr. (en), avec l'aide de l'architecte Boulton Mainwaring. À cette occasion, le sol fut surelevé de 1,50 mètres afin de prévenir une inondation de la Brent. 
La fin du XIXe siècle vit de nouvelles transformations. Notamment, les galeries intérieures furent retirées, une extension créée côté sud. L'accès à la crypte fut probablemenet condamné à cette époque.
L'horloge du clocher disparut vers 1950. L'église ferme ses portes en 1961.
En 1977, l'actrice Pamela Mandell conçut le projet d'y créer un théâtre, qui hélas échoua. Un marchand de meubles local l'utilisa comme entrepôt, avant que dans les années 1980, les autorités mettent à l'abri les mémoriaux qui ornaient les murs. Certains ont d'ailleurs disparu.
Les six cloches ont donné leur nom à un pub local, la plus ancienne remontant à 1520.

## Description

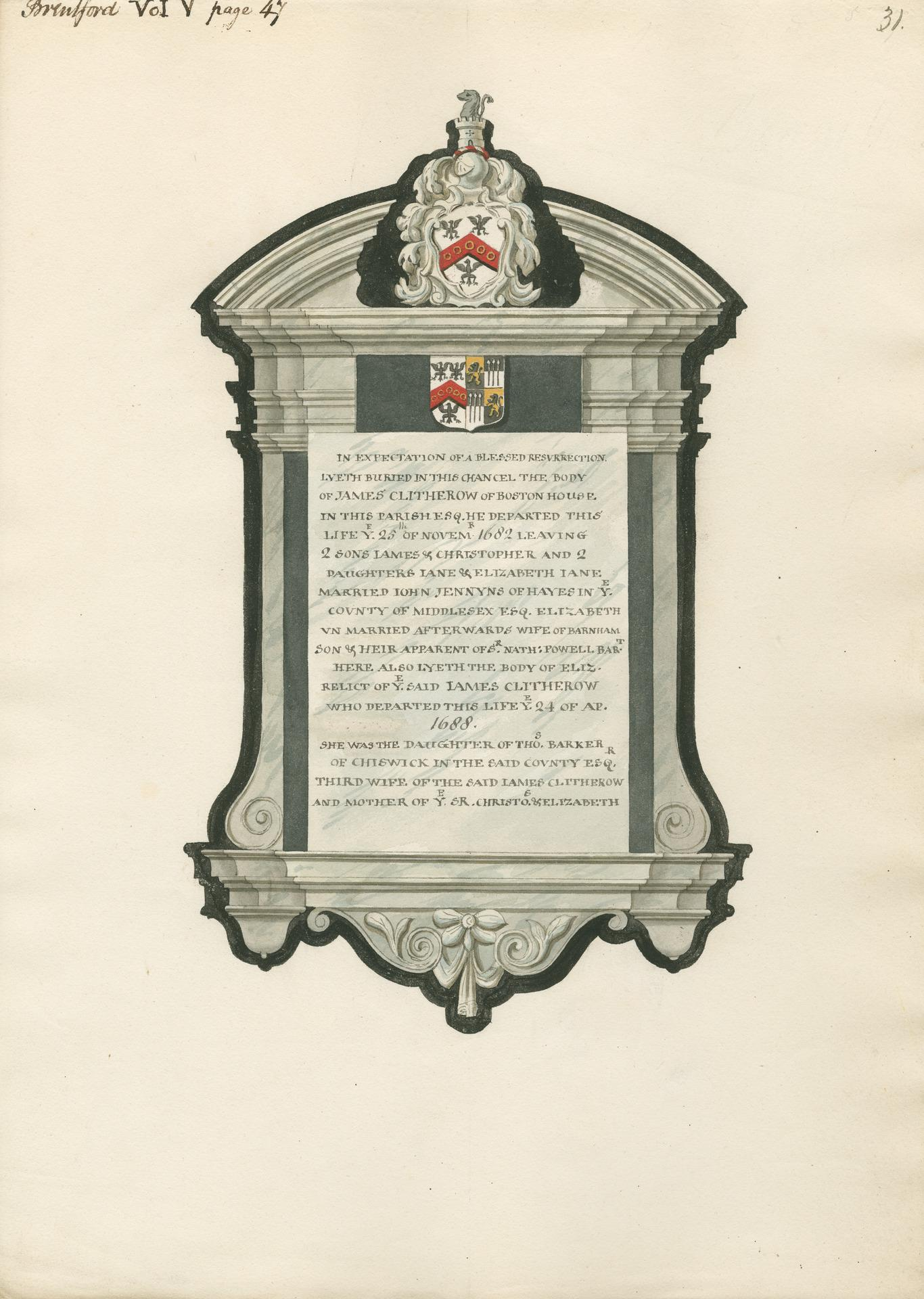
Memorial de James et Elizabeth Clitherow, Daniel Lysons.

Le clocher date d'environ 1480 et est la plus ancienne structure de Brentford.
Plusieurs mémorials s'y trouvent, certains ont été déplacés, notamment celui de la famille Clitherow, offert au Boston Manor House.
Y a été réinstallé un monument mortuaire dédié à Maurice FitzRobert FitzHarding de Berkeley, datant de 1189.
Les arcades et les piliers datent du XIXe siècle.
C'est un monument classé de Grade 2*.

## Cimetière

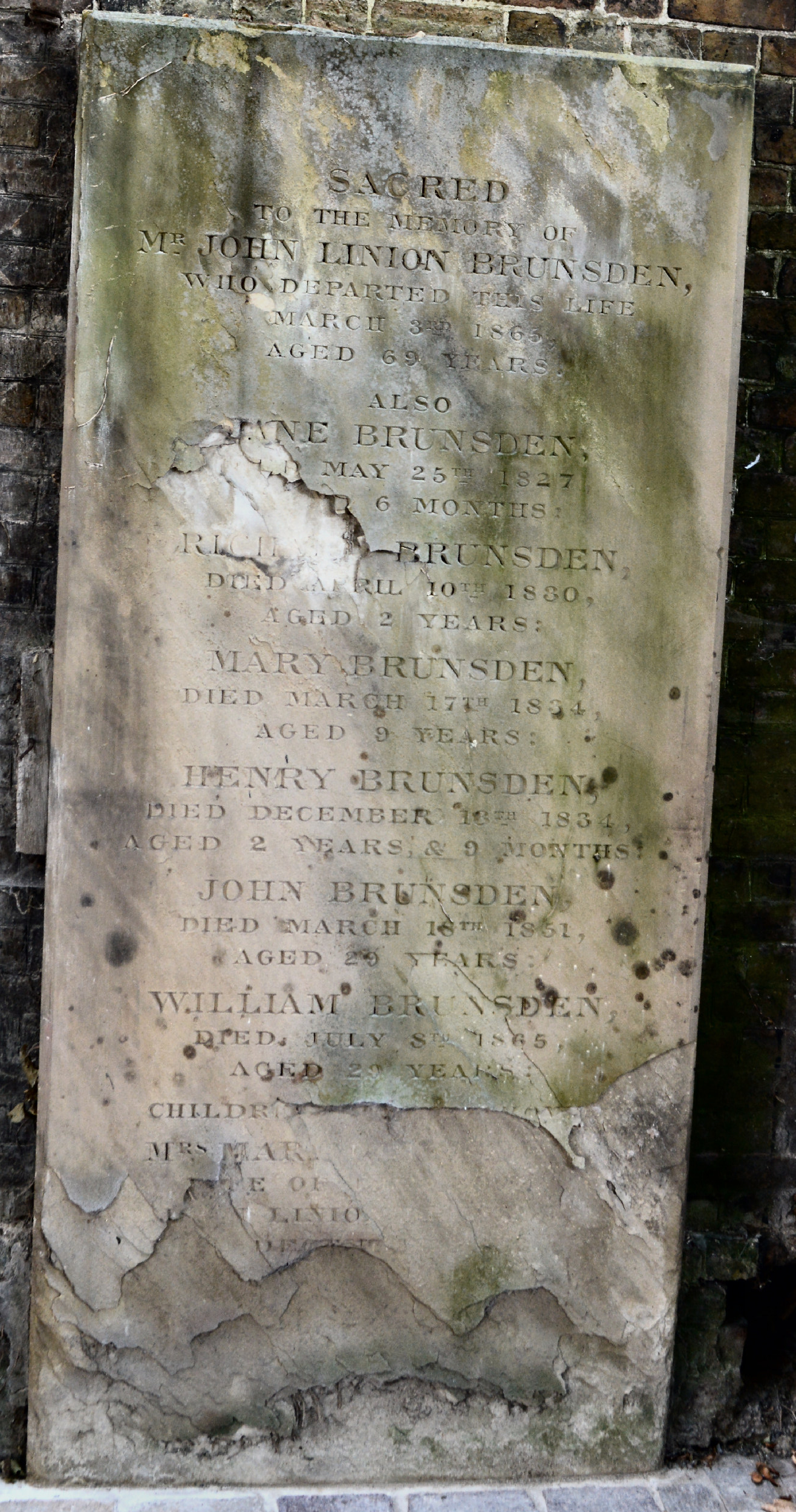
Mémorial de John Linion Brunsden.

Selon certaines estimations, dans le cimetière attenant l'église auraient été au fil des siècles inhumées plusieurs milliers de personnes. Une extension y fut ajoutée en 1884.
On y trouve un monument aux morts de la Première Guerre mondiale. Y sont enterrés des combattants des deux guerres mondiales, dont Albert Ellen et Merrick Prismall, ainsi que des victimes de la guerre civile de 1642, et des ouvriers affectés à la construction du Grand Union Canal. Une stèle surmontée d'une croix a été érigée en 1862 par la Grand Junction Water Company. Les dernières inhumations datent de 1972.
En 2021, un projet d'urbanisme porté par la société Ballymore, envisage de construire un ensemble de dix-huit logements sur ce cimetière, appelé Hugh House. Le 28 juin de cette année eut lieu le projet d'exhumation de huit-cent-quarante-cinq corps, afin d'être déplacés vers le cimetière de Brookwood. La réglementation concernant le respect des arbres fit que seuls six-cents translations eurent lieu.